# Stolec (budownictwo)
Stolec – słup drewniany w konstrukcji wiązara płatwiowo-kleszczowego, element ustroju (konstrukcji) ramy nośnej (stolcowej). Rama składa się z dwóch lub więcej słupków ustawionych na belkach stropowych lub płatwi leżącej na stropie w kierunku prostopadłym do wiązarów. Płatew ta jest często nazywana podwaliną. Słupki połączone są ze sobą płatwią, na której opierają się krokwie. Rama usztywniona jest w kierunku podłużnym mieczami a w kierunku poprzecznym kleszczami.